# Исчезнувшее изображение
«Исче́знувшее изображе́ние» (фр. L'image manquante) — камбоджийско-французский документальный фильм режиссёра Ритхи Паня, вышедший на экраны в 2013 году.

## Описание
Как и остальные работы режиссёра, фильм повествует о самом страшном периоде истории Камбоджи — геноциде, организованном «красными кхмерами» в период их правления 1975—1979 гг.

## Награды и номинации
- 2013 — Приз программы «Особый взгляд» Каннского кинофестиваля (Ритхи Пань).
- 2013 — Специальное упоминание на Гентском кинофестивале.
- 2013 — приз «Дух свободы» на Иерусалимском кинофестивале.
- 2013 — приз «Очки Ганди» на Туринском кинофестивале.
- 2013 — Номинация на Премию Европейской киноакадемии за лучший документальный фильм.
- 2014 — Номинация на премию «Оскар» за лучший фильм на иностранном языке[1].
- 2014 — премия FACE Award на Стамбульском кинофестивале.
- 2016 — Номинация на премию «Сезар» за лучший документальный фильм[2].
- 2016 — премия «Люмьер» за лучший документальный фильм.